# Dakota (gruppo musicale)
I Dakota sono un gruppo musicale statunitense AOR fondato nel 1980. La band si sciolse nel 1987 per poi riunirsi ufficialmente nel 2014.

## Storia
Inizialmente attivo tra la fine degli anni '70 e l'inizio degli anni '80, i Dakota ottennero per la prima volta un discreto successo con il loro album omonimo del 1979 "Dakota". La popolarità della band aumentò rapidamente facendo l'apertura ai Queen nel loro "The Game Tour" tra il 1980 e il 1981.
Nel 1984 la band pubblicò il secondo album "Runaway" catalogato come uno dei best seller nell'AOR.
La formazione del gruppo ha subito diversi cambi durante gli anni '80 tanto che nel 1987 si arrivò allo scioglimento. Nonostante questo però durante gli anni '90 e 2000 il membro originale Jerry Hludzik continuò a registrare una serie di dischi sotto il nome Dakota con musicisti ospiti, amici e anche suo figlio Eli Hludzik.
Nel 2014 è avvenuta la reunion ufficiale della band con i membri originali Jerry Hludzik e Bill Kelly che collaborando con Jon Lorance ed Eli Hludzik hanno registrato un nuovo album dei Dakota intitolato "Long Road Home", pubblicato il 30 ottobre 2015.

## Formazione

### Storica
- Jerry Hludzik - voce, chitarra
- Bill Kelly - voce, chitarra
- Neil Stubenhaus - basso
- Danny Seraphine - batteria
- Rick Manwiller - tastiera

## Discografia
Album in studio
- 1980 - Dakota
- 1984 - Runaway
- 1996 - Mr.Lucky
- 1997 - The Last Standing Man
- 2000 - Little Victories
- 2003 - Deep 6
- 2015 - Long Road Home

Compilation
- 2000 - Three Live Times Ago